# Metropolia Tirany-Durrës
Metropolia Tirany-Durrës – jedna z dwóch metropolii obrządku łacińskiego w albańskim Kościele katolickim.

## Geografia
Metropolia Tirany-Durrës obejmuje swoim zasięgiem południową część kraju.

## Historia
- około 1300 - utworzenie rzymskokatolickiej metropolii Durrës (Dyrrachiensis)
- około 1400 - likwidacja metropolii,  której tereny bezpośrednio podlegały pod Stolicę Apostolską
- 25 stycznia 2005 - podniesienie archidiecezji Tirany-Durrës do rangi metropolii.

## Podział administracyjny
1. Archidiecezja Tirany-Durrës
2. Diecezja Rrëshen
3. Administratura apostolska południowej Albanii

## Metropolici
- abp Rrok Mirdita (2005-2015)
- abp George Frendo OP (od 2016)